# Shūsuke Sakamoto
Shūsuke Sakamoto (japanisch 坂本 修佑 Sakamoto Shūsuke; * 22. März 1993 in Tondabayashi) ist ein japanischer Fußballspieler.

## Karriere
Sakamoto erlernte das Fußballspielen in der Schulmannschaft der Hatsushiba Hashimoto High School und der Universitätsmannschaft der Osaka University of Health and Sport Sciences. Seinen ersten Vertrag unterschrieb er 2015 bei Nara Club. Für den Verein absolvierte er 44 Ligaspiele. 2018 wechselte er nach Numazu zum Drittligisten Azul Claro Numazu. Von Oktober 2020 bis Saisonende wurde er an seinen ehemaligen Verein Nara Club ausgeliehen. Nach Vertragsende in Numazu schloss er sich im Februar 2021 dem Viertligisten FC Osaka an. Mit dem Verein aus Osaka spielt er in der vierten japanischen Liga, der Japan Football League. Am Ende der Saison wurde er mit Osaka Vizemeister der vierten Liga und stieg somit in die dritte Liga auf.